# 11.09.01
11.09.01 – film zrealizowany w 2002 roku w rocznicę zamachu na World Trade Center i Pentagon. Udział w projekcie wzięło jedenastu reżyserów z różnych krajów. Każdy z nich miał za zadanie w ciągu 11 minut przedstawić własną wizję wydarzeń w Nowym Jorku. Pomysłodawcą i producentem filmu jest Alain Brigand.

## Fabuła

### Historia nr 1 (Iran)
"God, Construction and Destruction" ("Bóg, tworzenie i niszczenie")
- reżyseria i scenariusz – Samira Makhmalbaf, zdjęcia Ebrahim Ghafori, muzyka – Mohammad Reza Darvishi

Mieszkańcy wsi w Iranie z wielkim wysiłkiem czerpią wodę ze studni. Muszą po nią sięgnąć daleko w głąb ziemi. W tłumie poruszenie z powodu strachu przed amerykańskimi bombami. Chodzą słuchy o planowanym amerykańskim ataku na Afganistan. Panuje przerażenie wśród trzech milionów afgańskich uchodźców w Iranie. Niektórzy z nich z cegieł budują w panice schrony przeciwatomowe. Wśród nich miota się oburzona nauczycielka. Zwołuje dzieci do szkoły kusząc je rozdawaniem podręczników. Udaje jej się wreszcie skupić wokół siebie gromadkę maluchów. Zaczyna je wypytywać, czy wiedzą, co się ostatnio dramatycznego zdarzyło na świecie. Dzieci mówią o śmierci ojca jednego z nich przy wykopywaniu studni. O ciotce po szyję zasypanej w piasku i ukamienowanej w Afganistanie. Żadne z nich nie domyśla się, że nauczycielce chodzi o terrorystyczny atak na wieże World Trade Center w Nowym Jorku. Mówi im o ludziach, którzy tam zginęli. Dzieci zaczynają głośno zastanawiać się, czy Bóg niszczy ludzi, aby móc na ich miejsce stworzyć nowych. Nie udaje im się minutą ciszy uczcić śmierć ofiar. Nauczycielka chce im uzmysłowić, czym jest wieża, która może się nagle zawalić na ludzi. Prowadzi je pod komin cegielni, pokazując dzieciom, co się może stać, gdy się zawali.

### Historia nr 2 (Francja)
- reżyseria – Claude Lelouch, producent – Tania Zazulinsky, scenariusz – Claude Lelouch, Pierre Uytterhoeven

Głuchoniema Francuzka oprowadzana po Nowym Jorku przez amerykańskiego przewodnika poznaje dzięki niemu nie tylko obce jej miasto, ale i miłość. Zostaje z nim w Nowym Jorku. Ona żyje w ciszy, on próbuje pokazać jej niedostępny dla niej świat dźwięków. Po roku obcość zaczyna zwyciężać w ich związku. Jego męczy jej zazdrość o świat dźwięków, w którym nie może uczestniczyć. Ręce gorączkowo wyrzucane przed twarzami w ich migowej kłótni. Rano wychodzi bez pożegnania. Oprowadza kolejną grupę głuchoniemych po wieżach World Trade Center. Wzburzona pisze do niego pożegnalny list. Tymczasem na progu domu stoi on, szary od pyłu i wstrząśnięty.

### Historia nr 3 (Egipt)
- reżyseria i scenariusz – Jusuf Szahin, producenci – Gabriel Khoury i Marianne Khoury

Wstrząśnięty tragedią World Trade Center egipski reżyser przeżywa w wyobraźni spotkanie z amerykańskim żołnierzem zabitym w 1983 roku w Bejrucie przez arabskiego terrorystę walczącego o wolną Palestynę. Krzyczą palestyńskie kobiety, że niszczą ich domy. Terrorysta oskarża obywateli amerykańskich o odpowiedzialność za wspieranie przemocy przez ich rząd. Amerykańska rodzina cierpi z powodu śmierci syna w zamachu. Po 18 latach ciągle nie mogą o nim zapomnieć. Rodzina nie wie o jego miłości tuż sprzed momentu śmierci i o niespełnionym pragnieniu poślubienia arabskiej dziewczyny.

### Historia nr 4 (Bośnia i Hercegowina)
- reżyseria – Danis Tanović, producent – Cédomir Kolar, scenarzysta – Danis Tanović

Selma od 6 lat jest bezdomna. Wciąż liczy na powrót do rodzinnego domu zagrożonego podpaleniem przez Serbów. Szminką z darów dla uchodźców maluje na skrawkach materiałów hasła. Każdego 11 co miesiąc wraz z innymi ze Stowarzyszenia Kobiet ze Srebrenicy demonstruje na rynku, domagając się sprawiedliwości dla ofiar bośniackich muzułmanów pomordowanych przez Serbów. Z radia słychać wiadomości o ataku na World Trade Center. Siła tragedii rozwalających się wież wydaje się przysypywać oddalającą się w czasie tragedię Srebrenicy. Zgaszone bośniackie kobiety z opuszczonymi ramionami, z rękoma na kolanach siedzą bezsilnie obok radioodbiornika, słuchając rozgorączkowanego głosu wykrzykującego w świat dramat Nowego Jorku. Potrzebują mężczyzny na wózku, który rozwinąwszy plakat z nazwiskami pomordowanych rusza jak co miesiąc na rynek. Za nim idzie szereg wdów i sierot trzymających w rękach to, co pozostało po ich ukochanych.

### Historia nr 5 (Burkina Faso)
- reżyseria – Idrissa Ouédraogo, producent – Nicolas Cand, muzyka – Manu Dibango, Salif Keita

Na afrykańskim rynku głos z radioodbiornika po francusku krzyczy o upadku wież w Nowym Jorku. Afrykański nastolatek wyprasza u ojca trochę pieniędzy na zeszyty i leki dla opuszczonej przez mężczyznę matki. Jej choroba zmusza chłopca do porzucenia szkoły. Zarabia na leki, sprzedając gazety. Zazdrości kolegom zanurzonym w świecie nauki i zabawy. Nagle wydaje mu się, że w tłumie widzi twarz wydrukowaną w milionach gazet. Ożywia go myśl o nagrodzie za głowę Osamy bin Ladena. Wraz z kolegami śledzi o świcie modlącego się muzułmanina, marząc o pochwyceniu go. Nagroda za poszukiwanego terrorystę oznacza dla niego powrót do szkoły, wyleczenie matki i całej reszty Afryki z AIDS, ale muzułmanin znika w drzwiach lotniska.

### Historia nr 6 (Wielka Brytania)
- reżyseria i scenariusz – Ken Loach, muzyka – Vladimir Vega

Chilijski emigrant w Londynie pisze list do matek i ojców ludzi, którzy zginęli pod gruzami wież World Trade Center. Wspomina o wspólnocie losu tych, którzy utracili bliskich i o wspólnej dacie tragedii. Wtorek 11 września. 11 IX 1973 roku Amerykanie wsparli juntę Pinocheta w ataku na demokratycznie wybrany rząd Allende, przyczyniając się do śmierci prezydenta i 30 tysięcy innych Chilijczyków, torturowanych prądem, zrzucanych z samolotów, gwałconych, a w końcu zabitych. Autor tego listu solidaryzuje się z ofiarami i oskarża rząd amerykański. Wspomina siebie sprzed prawie 30 lat, wówczas zawiedzionego w swoich nadziejach 20-latka. Zmuszony do emigracji tęskni do dziś za swoją ojczyzną.

### Historia nr 7 (Meksyk)
- reżyseria, scenariusz i produkcja – Alejandro González Iñárritu, muzyka – Osvaldo Golijov, Gustavo Santaolalla

Ciemność wypełniona ludzkimi głosami, krzykami. Rozpacz nagrana w centrali telefonicznej, zapisana na komórkach bliskich. Co pewien czas przerywa ją na sekundy obraz ludzi powoli spadających z wysokości kilkudziesięciu pięter World Trade Center. Powraca ciemność wybuchająca głosami. Ludzie wołają o pomoc, umierają, żegnają się. Nagle głosy cichną, gdy wieże zawalają się.

### Historia nr 8 (Izrael)
- reżyseria – Amos Gitaï, producent – Laurent Truchot, scenariusz – Amos Gitaj, Marie-Jose Sanselme,

11 września 2001 roku. Tel Awiw. W alei Jerozolimy po wybuchu bomby wywołanym przez palestyńskiego samobójcę policja gorączkowo i chaotycznie próbuje kierować akcją ewakuacji ulicy. Udziela pomocy rannym i wywozi zabitych. W poszukiwaniu kolejnych bomb sprawdzane są dachy i kosze na śmieci. W akcji przeszkadza podekscytowana dziennikarka, miotając się wśród ludzi z mikrofonem, zasypując ich pytaniami. Kobieta wybucha oburzeniem, gdy okazuje się, że jej reportaż nie pojawi się na wizji, bo wszyscy są zbyt zajęci tym, co się stało w USA.

### Historia nr 9 (Indie)- oparte na faktach
- reżyseria – Mira Nair, producent – Lydia Dean Pilcher, Emily Gardiner, scenariusz – Sabrina Dhawan,

11 września w dniu ataku na World Trade Center zaginął 22-letni Mohammad. Cała rodzina modli się przerażona, pokładając nadzieję w Allahu. Matka rozlepia po mieście zdjęcia zaginionego syna. Sąsiedzi są pełni współczucia. Z czasem do strachu o los Mohammada dochodzi nieufność ze strony Amerykanów. Z dnia na dzień zaczynają oni w muzułmańskiej rodzinie widzieć wrogów. Ich dom zostaje zrewidowany. Dzwonią telefony z informacjami o aresztowaniach wśród innych muzułmanów. W telewizji mówi się o Mohammadzie jak o poszukiwanym terroryście. Sąsiedzi z wrogością odwracają się plecami do matki chłopca. Na murach wiszą strzępy zerwanych fotografii z jego twarzą. Po 6 miesiącach Mohammad odnajduje się. Rozpoznano go w ciele jednego z tych, którzy pomagali przy wyciąganiu ludzi spod walących się wież World Trade Center.

### Historia nr 10 (Stany Zjednoczone)
- reżyseria i scenariusz – Sean Penn, producent – Jon C. Scheide, muzyka – Michael Brook, Heitor Pereira

Stary człowiek budzi się w ciemności narzekając na brak słońca. Krząta się po domu, wciąż mówiąc coś do swojej nieobecnej żony. Na łóżku układa znak jej obecności – świeżą sukienkę gotową do ubrania. Żali się do niej, że kwiaty wysychają. I tak mija dzień za dniem w samotności, w złudzeniu, że nic się nie zmieniło, że szczęśliwe życie trwa dalej. 11 września śpi dłużej. Budzi go dopiero światło słońca. Ucieszony zauważa, że kwiaty żony zakwitły. Chce podzielić z nią tę radość. Z rozjaśnioną twarzą przynosi je do łóżka. Stawia je obok nikim niewypełnionej, leżącej na łóżku kobiecej sukni. I nagle dociera do niego pustka po zmarłej żonie. Płacze rozdzierająco, tuląc się do sukienki żony. Na ekranie telewizora rozpadają się niezauważone przez niego wieże World Trade Center.

### Historia nr 11 (Japonia)
- reżyseria – Shohei Imamura, producent – Catherine Dussart, scenarzysta – Daisuke Tengan, muzyka – Tarô Iwashiro

II wojna światowa. Do wioski wraca jeden z japońskich żołnierzy, Yukichi. Rodzinie trudno się pogodzić ze zmianami, jakie dokonały się w ich bliskim pod wpływem okrucieństw wojny. Yukichi wrócił przekonany, że jest wężem. Pewnego dnia karmiony gryzie karmiącą go rękę.

## Obsada
- https://www.imdb.com/title/tt0328802/fullcredits#cast obsada na IMDb

## Nagrody
- 2002 "Special Prize" na Festiwalu Filmowym w Cannes